# Гуль Панра
Гуль Па́нра (пушту ګل پاڼه‎, Gul Pānṛa, «Лепесток цветка», реальное имя Мехназ; 6 сентября 1989 г.) — пакистанская пашто-язычная певица. Гуль Панра пела для более чем 20 фильмов и выпустила 3 студийных альбома. Имеет степень магистра в области социальной работы от Университета Пешавара. Помимо Пакистана, устраивала концерты в Афганистане, ОАЭ и Катаре.

## Дискография
Принимала участие в пакистанском телешоу Coke Studio, где совместно с Атифом Асламом исполнила песню Man Aamadeh Am на фарси.